# István Schillerwein
István Schillerwein (nascido em 13 de dezembro de 1933) é um ex-ciclista húngaro que competiu no ciclismo nos Jogos Olímpicos de Verão de 1952, representando a Hungria.